# Naím García
Naím García García (Madrid, 11 de junio de 2002) es un futbolista español que juega de centrocampista en el C. D. Leganés de la Segunda División de España.

## Trayectoria
Nacido en Madrid, Naím entró en la cantera del Real Madrid en 2012, procedente del C. D. Colmenar de Oreja. En 2016 abandonó el club blanco para fichar por las categorías inferiores del C. D. Leganés.[cita requerida]
El 7 de marzo de 2019 firmó su primer contrato profesional con el club pepinero. La temporada 2019-20 la disputó en el Juvenil B de categoría Nacional, y la temporada 2020-21 ascendió al Juvenil A en División de Honor.
La temporada 2021-22 fue inscrito en el filial, que ascendió a la recién creada Segunda División RFEF.[cita requerida] Sin embargo, antes de debutar con el Club Deportivo Leganés "B", Asier Garitano lo hizo debutar en la primera jornada de la Segunda División en el partido ante la Real Sociedad "B" en el Estadio de Anoeta, con derrota por 1:0. Desde entonces disputó 42 encuentros en los que marcó cuatro goles y el 31 de enero de 2023 fue cedido a la S. D. Ponferradina. Una vez finalizó la cesión regresó a Leganés, donde jugó otros doce partidos antes de volver a ser prestado en enero de 2024, siendo el F. C. Barcelona Atlètic su nuevo destino. En el filial azulgrana anotó cuatro tantos antes de perderse el tramo final de la temporada por una lesión. La siguiente volvió a salir cedido en el mes de enero, esta vez al Racing Club de Ferrol.

## Estadísticas

### Clubes
Actualizado al último partido disputado el 31 de mayo de 2025.
| Club                             | Div.          | Temporada     | Liga  | Liga  | Copas nacionales | Copas nacionales | Copas internacionales | Copas internacionales | Total | Total |
| Club                             | Div.          | Temporada     | Part. | Goles | Part.            | Goles            | Part.                 | Goles                 | Part. | Goles |
| -------------------------------- | ------------- | ------------- | ----- | ----- | ---------------- | ---------------- | --------------------- | --------------------- | ----- | ----- |
| C. D. Leganés · España           | 2.ª           | 2021-22       | 24    | 1     | 2                | 1                | ―                     | ―                     | 26    | 2     |
| C. D. Leganés · España           | 2.ª           | 2022-23       | 15    | 2     | 1                | 0                | ―                     | ―                     | 16    | 2     |
| S. D. Ponferradina · España      | 2.ª           | 2022-23       | 16    | 1     | ―                | ―                | ―                     | ―                     | 16    | 1     |
| S. D. Ponferradina · España      | Total club    | Total club    | 16    | 1     | 0                | 0                | 0                     | 0                     | 16    | 1     |
| C. D. Leganés · España           | 2.ª           | 2023-24       | 10    | 0     | 2                | 0                | ―                     | ―                     | 12    | 0     |
| F. C. Barcelona Atlètic · España | 1.ª F         | 2023-24       | 16    | 4     | ―                | ―                | ―                     | ―                     | 16    | 4     |
| F. C. Barcelona Atlètic · España | Total club    | Total club    | 16    | 4     | 0                | 0                | 0                     | 0                     | 16    | 4     |
| C. D. Leganés · España           | 1.ª           | 2024-25       | 0     | 0     | 0                | 0                | ―                     | ―                     | 0     | 0     |
| C. D. Leganés · España           | Total club    | Total club    | 49    | 3     | 5                | 1                | 0                     | 0                     | 54    | 4     |
| Racing Club de Ferrol · España   | 2.ª           | 2024-25       | 18    | 0     | ―                | ―                | ―                     | ―                     | 18    | 0     |
| Racing Club de Ferrol · España   | Total club    | Total club    | 18    | 0     | 0                | 0                | 0                     | 0                     | 18    | 0     |
| Total carrera                    | Total carrera | Total carrera | 99    | 8     | 5                | 1                | 0                     | 0                     | 104   | 9     |
| 1.                               |               |               |       |       |                  |                  |                       |                       |       |       |